# La scuola più bella del mondo
La scuola più bella del mondo è un film commedia del 2014 diretto da Luca Miniero, con Christian De Sica, Rocco Papaleo e Angela Finocchiaro.

## Trama
Una scuola media di Acerra, nel napoletano, si trova in difficoltà e il preside decide di chiedere aiuto al Presidente della Repubblica inviandogli una lettera.
A San Quirico d'Orcia, fra le colline senesi, un'altra scuola media è in fermento per vincere di nuovo il premio di migliore istituto e il preside, per aumentare la visibilità della scuola nella competizione, decide di invitare alcuni studenti africani di Accra, la capitale del Ghana. Tuttavia il bidello, invece di inviare l'invito in Africa, scambia Accra per Acerra con il correttore automatico e lo spedisce proprio alla scuola media campana, dove l'invito viene scambiato per la risposta del Capo dello Stato.
I docenti organizzano quindi la gita, ma al loro arrivo in Toscana, vedendo il benvenuto della scuola per gli studenti africani, credono di essere vittime di razzismo e gli alunni si picchiano alla festa di benvenuto.
Gerardo, Wanda, il preside e la professoressa si rendono quindi conto dell'errore e tentano di rimediare inviando ogni bambino in una famiglia della zona e decidendo di concentrare il progetto sulla convivenza tra Toscana e Campania.
Col tempo i due gruppi si integreranno alla perfezione, nonostante la sconfitta al concorso. Gerardo e la professoressa si metteranno insieme come due ragazzi delle due scuole.

## Produzione
Gran parte delle riprese sono state effettuate a Montepulciano, Bagno Vignoni, Radicofani e Pienza. Nel corso delle riprese del film viene pubblicato un video streaming dal canale YouTube ufficiale della Universal Pictures Italia dove si vedono il backstage e le curiosità dietro le quinte del film.

## Distribuzione
Il primo trailer ufficiale viene pubblicato il 5 settembre 2014 dal canale YouTube ufficiale della Universal Pictures Italia. La distribuzione nelle sale cinematografiche italiane è avvenuta il 13 novembre 2014.
La pellicola viene trasmessa in prima visione da Canale 5 il 2 febbraio 2017 in prima serata.

## Caratteristiche
- Le animazioni della sigla e nel film sono di Astutillo Smeriglia.

- Nella colonna sonora sono presenti vari arrangiamenti della canzone "Curre curre guagliò" del gruppo partenopeo 99 Posse.